# Таланова, Надежда Александровна
Наде́жда Алекса́ндровна Тала́нова (17 апреля 1967, посёлок Кизнер, Удмуртская АССР) — советская и российская биатлонистка, олимпийская чемпионка в эстафете 4х7,5 км 1994 года многократный призёр чемпионатов мира, трёхкратная чемпионка Европы по биатлону 1998 года, заслуженный мастер спорта России по биатлону (1994).
Ее преподавателем физического воспитания был Николай Петрович Санников.

## Награды
- Орден Дружбы народов (22 апреля 1994 года) — за высокие спортивные достижения на XVII зимних Олимпийских играх 1994 года[2].
- Заслуженный мастер спорта России по биатлону (1994).